# Elecciones municipales de 2023 en Albacete
Las elecciones municipales de 2023 se celebraron en Albacete el domingo 28 de mayo, de acuerdo con el Real Decreto de convocatoria de elecciones locales en España dispuesto el 3 de abril de 2023 y publicado en el Boletín Oficial del Estado el 4 de abril. Se eligieron los 27 concejales del pleno del Ayuntamiento de Albacete, a través de un sistema proporcional (método d'Hondt), con listas cerradas y un umbral electoral del 5 %.

## Encuestas
Leyenda:
     Encuesta realizada después de la prohibición legal de las encuestas de opinión.
| Encuestadora                               | Fecha                           | Tamaño | Participación | PSOE            | PP                    | CS     |        | Vox      | Dis. |         |       |       |          |      |
| ------------------------------------------ | ------------------------------- | ------ | ------------- | --------------- | --------------------- | ------ | ------ | -------- | ---- | ------- | ----- | ----- | -------- | ---- |
| Encuestadora                               | Fecha                           | Tamaño | Participación | GAD3/RTVE–FORTA | 12–27 de mayo de 2023 | ?      | ?      | 29.0 8/9 | Dis. | 42.0 13 | 3.0 0 | 9.0 2 | 12.0 3/4 | 13.0 |
| UCLM                                       | 6–12 de mayo de 2023            | 3082   | ?             | ? 10/11         | ? 9/10                | ? 0/1  | ? 1/2  | ? 4/5    | ?    |         |       |       |          |      |
| ElectoPanel/Electomanía                    | 13 de mayo–8 de octubre de 2021 | 352    | ?             | 34.8 10         | 35.9 10               | 5.1 1  | 10.6 3 | 10.6 3   | 1.1  |         |       |       |          |      |
|                                            |                                 |        |               |                 |                       |        |        |          |      |         |       |       |          |      |
| Elecciones municipales de 2019 en Albacete | 26 de mayo de 2019              | -      | 62.2          | 31.1 9          | 29.9 9                | 18.3 5 | 10.8 3 | 6.6 1    | 1.2  |         |       |       |          |      |
|                                            |                                 |        |               |                 |                       |        |        |          |      |         |       |       |          |      |

## Resultados
Los resultados provisionales se detallan a continuación:
| Candidatura                                | Candidatura                                        | Votos   | %                                       | Escaños                                 |
| ------------------------------------------ | -------------------------------------------------- | ------- | --------------------------------------- | --------------------------------------- |
|                                            | Partido Popular (PP)                               | 33 343  | 38,18                                   | 12                                      |
|                                            | Partido Socialista Obrero Español (PSOE)           | 29 677  | 33,98                                   | 10                                      |
|                                            | Vox (Vox)                                          | 13 440  | 15,38                                   | 4                                       |
|                                            | Unidas Podemos-Izquierda Unida (Unidas Podemos-IU) | 5242    | 6,00                                    | 1                                       |
|                                            | Ciudadanos-Partido de la Ciudadanía (Cs)           | 2941    | 3,36                                    | 0                                       |
| Unión de Ciudadanos Independientes (UCIN)  | Unión de Ciudadanos Independientes (UCIN)          | 566     | 0,64                                    | 0                                       |
| TÚpatria (TÚpatria)                        | TÚpatria (TÚpatria)                                | 364     | 0,41                                    | 0                                       |
| Unión Social de Centro Democrático (UNISO) | Unión Social de Centro Democrático (UNISO)         | 240     | 0,27                                    | 0                                       |
| Votos en blanco                            | Votos en blanco                                    | 1518    | 1,73                                    | n/a                                     |
| Votos válidos                              | Votos válidos                                      | 87 331  | 100,00                                  | 27                                      |
| Votos nulos                                | Votos nulos                                        | 1230    | Participación: · \| \| 66,15 % \| 6,14% | Participación: · \| \| 66,15 % \| 6,14% |
| Votantes                                   | Votantes                                           | 88 561  | Participación: · \| \| 66,15 % \| 6,14% | Participación: · \| \| 66,15 % \| 6,14% |
| Electores                                  | Electores                                          | 133 859 | Participación: · \| \| 66,15 % \| 6,14% | Participación: · \| \| 66,15 % \| 6,14% |
|                                            | 66,15 %                                            |         |                                         |                                         |

## Concejales electos
Relación de concejales electos:
| N.º | Nombre                                  | Lista | Lista             |
| --- | --------------------------------------- | ----- | ----------------- |
| 1   | Manuel Ramón Serrano López              |       | PP                |
| 2   | Emilio Sáez Cruz                        |       | PSOE              |
| 3   | Elena Serrallé Ramírez                  |       | PP                |
| 4   | Amparo Torres Valencoso                 |       | PSOE              |
| 5   | José Ramón Conesa Ramírez               |       | Vox               |
| 6   | Francisco Jesús Villaescusa Navarro     |       | PP                |
| 7   | José González Martínez                  |       | PSOE              |
| 8   | María de los Llanos Navarro González    |       | PP                |
| 9   | María José López Ortega                 |       | PSOE              |
| 10  | Leticia Alejandra Martínez Pérez        |       | Vox               |
| 11  | Francisco Navarro Cebrián               |       | PP                |
| 12  | Manuel Martínez Rodríguez               |       | PSOE              |
| 13  | Rosa María González de la Aleja Sirvent |       | PP                |
| 14  | María Nieves Navarro Ródenas            |       | Unidas Podemos-IU |
| 15  | Ana Isabel Albaladejo García            |       | PSOE              |
| 16  | Alberto Reina Moreno                    |       | PP                |
| 17  | Lorena González Vidal                   |       | Vox               |
| 18  | Jacinto Navarro Calero                  |       | PSOE              |
| 19  | Gala de la Calzada Ferrando             |       | PP                |
| 20  | Juana García Vitoria                    |       | PSOE              |
| 21  | Pascual Eduardo Molina Ramos            |       | PP                |
| 22  | José Bernabé Cotillas López             |       | Vox               |
| 23  | Carlos Calero García                    |       | PP                |
| 24  | Roberto Tejada Márquez                  |       | PSOE              |
| 25  | Lucrecia Rodríguez de Vera Más          |       | PP                |
| 26  | María Isabel Sánchez Cerro              |       | PSOE              |
| 27  | Julián Garijo Ortega                    |       | PP                |